# Texturiertes Soja

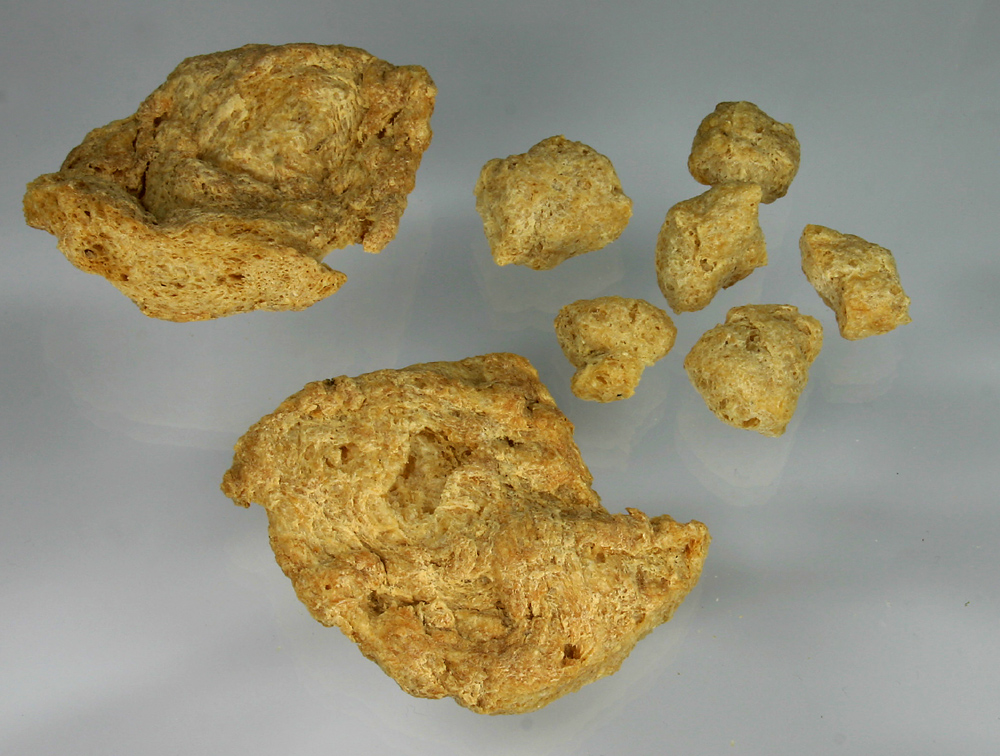
Texturiertes Soja in zwei Formen, zum Panieren oder als „Gulasch“ geeignet.

Texturiertes Soja (auch Sojafleisch und Soja-Schnetzel genannt; englisch Textured Vegetable Protein, kurz TVP) ist ein industriell hergestellter Fleischersatz, der aus entfettetem Sojamehl, einem Nebenprodukt der Sojaölproduktion, hergestellt wird. Seit 29. Juli 1968 ist es als Lebensmittel unter dem Namen TVP in Deutschland erhältlich.
Texturiertes Soja enthält viel Protein, wenig Fett und wie alle pflanzlichen Lebensmittel kein Cholesterin. Es hat fast keinen Eigengeschmack. Die Zubereitung erfolgt in der Regel durch Einweichen, Würzen und anschließendes Erhitzen.
Sojabohnen werden gemahlen und mechanisch in mehreren Pressgängen bis knapp unter fünf Prozent Restfettgehalt ausgepresst. Das entfettete Sojamehl wird anschließend in einem Extruder in die gewünschte Form (üblicherweise eine fleischähnliche Form und Beschaffenheit) gebracht („gepufft“). Hersteller arbeiten außerdem daran, ohne Extruder auch größere faserige Stücke produzieren zu können.
Handelsüblich ist es in Steak-, Schnetzel-, Medaillon- und Würfelform sowie als Granulat erhältlich. So kann es unter anderem als Zutat für Saucen (Ragù alla bolognese), Bestandteil von Füllungen (gefüllte Paprika, Rouladen), Zugabe in Gemüsepfannen und Bratlingen genutzt werden.